# مسعود درخشان
مسعود درخشان نو معروف به مسعود درخشان، (زاده ۱۳۲۸ در تهران) اقتصاددان و استاد دانشگاه ایرانی در زمینه اقتصاد است. وی استاد تمام دانشکده اقتصاد دانشگاه علامه طباطبایی است.

## زندگی‌نامه
مسعود درخشان در سال ۱۳۲۸ در تهران متولد شد. وی در سال ۱۳۵۰ پس از اخذ مدرک کارشناسی اقتصاد از دانشگاه تهران با استفاده از بورس تحصیلی مشغول به تحصیل در مدرسه اقتصاد لندن و نائل به اخذ دکترا شد. وی در سال ۱۳۵۷ در آستانهٔ بازگشائی دانشگاه‌ها به ایران بازگشت.
درخشان سپس دوباره به لندن رفت و دکترای اقتصاد مالی را در سال ۱۹۹۷ از مدرسه مطالعات مشرق‌زمین و آفریقا (SOAS) در دانشگاه لندن با موضوع «اقتصاد ریاضیاتی و نظریه کنترل: مطالعاتی در بهینه‌سازی خط مشی» دریافت کرد.
کتاب «اقتصادسنجی» او، در دورهٔ پانزدهم کتاب سال جمهوری اسلامی ایران از طرف وزارت فرهنگ و ارشاد اسلامی به عنوان کتاب سال برگزیده شد. گفته شده وی را می‌توان پایه‌گذار رشتهٔ معارف اسلامی و اقتصاد در دانشگاه امام صادق دانست.
مسعود درخشان برنده دومین جایزه جهانی علوم انسانی اسلامی است، وی این جایزه را روز ۱۲ آبان ۱۳۹۴ با حضور ناصر مکارم شیرازی دریافت کرد.

## فعالیت سیاسی

### حمایت از سعید جلیلیدر انتخابات ریاست‌جمهوری ۱۳۹۲
درخشان از جمله حامیان و مشاور اقتصادی ستاد انتخاباتی سعید جلیلی در انتخابات ریاست جمهوری سال ۱۳۹۲ ایران بود. حسین دهباشی ادعا کرده که فرزند مسعود درخشان نو برای مدت‌ها پژوهشگر ارشد یکی از مهم‌ترین مراکز فوق‌پیشرفتهٔ تحقیقات نظامی جهان در اسرائیل بوده است و صرفاً به‌خاطر «لطف بزرگان» تنبیه نشده است. البته هیچ مستندی برای این ادعا ارائه نشده است.

### انتخابات ریاست جمهوری سال ۱۴۰۰
مسعود درخشان در جریان انتخابات ریاست جمهوری سال ۱۴۰۰ خطاب به وزیر علوم، بیانیه ای منتشر نمود و طی آن از محسن رضایی حمایت کرده و اعلام نمود رسالهٔ دکترای رضایی که در زمینهٔ پول و اعتبار بوده است، او از محسن رضایی به‌عنوان صاحب نظری قوی و آگاه در مسائل پولی چه در ابعاد تئوریک و چه در جنبه‌های کاربردی نام برد. سید یاسر جبرائیلی نیز در توئیتی ویدئویی از حمایت مسعود درخشان از رئیسی منتشر کرد که می‌گوید:
«بدیهی است که از آقای رئیسی حمایت خواهم کرد.»

### دیگر فعالیت‌ها و نظرات سیاسی
مسعود درخشان در دوران دولت یازدهم از قراردادهای جدید نفتی -که توسط وزارت نفت تدوین شده بود و مهر محرمانه بر آن خورده بود- به شدت انتقاد کرد و اجرای این قراردادها را بازگشت به دوران قبل از مصدق در ملی شدن صنعت نفت خواند. وی همچنین در دیدار استادان دانشگاه‌ها با رهبر جمهوری اسلامی ایران در سال ۹۵ راهکارهایی برای اجرای اقتصاد مقاومتی و حمایت از رهبری ارائه کرد.

### اظهار نظر در مورد تحریم‌های آمریکا علیه ایران
خبرآنلاین می‌نویسد که برخی از دیدگاه‌های اقتصادی مسعود درخشان چنین است:
«اگر همین فردا تحریم‌ها لغو شد آن وقت من می‌گویم که ما همه باید عزا بگیریم. از نظر من در تاریخ صد ساله کشور از آغاز تاریخ کشف نفت در کشور تا اکنون هیچ لطف الهی از ناحیه نفت بر مردم ایران نیامده جز این تحریم اخیر.»

## مناظره‌ها
در تاریخ ۴ اردیبهشت۱۴۰۲، مناظره ای به صورت زنده میان موسی غنی نژاد و مسعود درخشان در برنامه جهان آرا در شبکه افق صدا و سیما، با موضوع اقتصاد ایران، پخش گردید.

## آثار
از برجسته‌ترین آثار مسعود درخشان می‌توان به موارد زیر اشاره نمود:
- کتاب اقتصادسنجی: برگزیده شده به عنوان کتاب سال در دورهٔ پانزدهم کتاب سال جمهوری اسلامی ایران؛
- کتاب مشتقات و مدیریت ریسک در بازارهای نفت و گاز: از مراجع دانشگاهی مباحث مربوط به نقش بازارهای مشتقات مالی در قیمت گذاری نفت خام؛[۲۱]
- کتاب ماهیت و علل بحران مالی ۲۰۰۸ و تأثیر آن بر اقتصاد ایران.[۱][۲۲]
- کتاب فریب بزرگ: علم اقتصاد یا اقتصاد علم نما[۲۳]